# 土耳其播棋

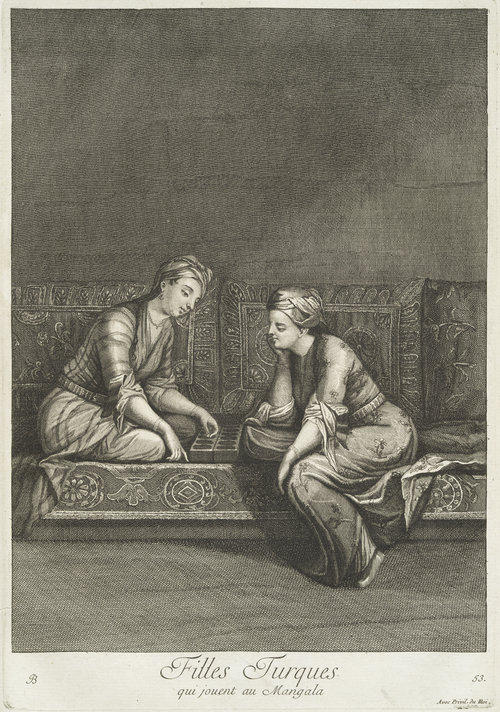
兩名正在玩土耳其播棋的女孩

土耳其播棋（Mangala），是流傳土耳其的播棋類，規則隨各地略有不同，類似伊拉克播棋、巴勒斯坦播棋。

## 棋具
- 長方形棋盤，分為兩列各七或六棋洞，兩方玩家各分一列。

- 初始佈置時，每洞有五顆棋子。

## 規則
- 雙方輪流從己方一個棋洞取出該洞的所有棋子，以逆時針方向分配到其他洞中，一洞分配一顆，直到分配完。
  - 最後分配若造成棋子數量二或四，則把該洞的全部棋子取走作分數，並且若上一個洞也是二或四，則同樣取走該洞，以此類推。

- 獲得超過總棋子數量一半時得勝。